# NGC 7665
NGC 7665 ist eine Spiralgalaxie mit ausgedehnten Sternentstehungsgebieten vom Hubble-Typ Sm im Sternbild Wassermann auf der Ekliptik. Sie ist schätzungsweise 219 Millionen Lichtjahre von der Milchstraße entfernt.
Das Objekt wurde am 28. September 1785 von Wilhelm Herschel entdeckt.